# Gonzalo Rodríguez
Gonzalo Javier Rodríguez (født 10. april 1984 i Buenos Aires, Argentina) er en argentinsk fodboldspiller, der spiller som midterforsvarer hos San Lorenzo i sit hjemlands bedste liga. Han har tidligere optrådt for Villarreal i Spanien.

## Landshold
Rodríguez står noteret for syv kampe og én scoring for Argentinas landshold. Han debuterede for holdet i 2003 og deltog ved Confederations Cup 2005 i Tyskland, hvor argentinerne nåede finalen.